# Campyloderes
Genre
Campyloderes est un genre de Kinorhynches.

## Liste des espèces
Selon ITIS :
- Campyloderes vanhoeffeni Zelinka 1928
- Campyloderes adherans Nyholm 1947
- Campyloderes macquariae Johnston 1938

pour WRMS
- Campyloderes vanhoeffeni kergelensi Zelinka, 1913 est une espèce et pas une sous-espèce.

## Référence
- Zelinka, 1913 : Die Echinoderen der Deutschen Südpoloarexpedition 1901-1903. Deutsche Südpolar-Expedition 1901 bis 1903. Abt. Zoologie XIV, Bd. VI. Vereinigung wiss. Verleger, Berlin. p. 419-424.